# Erich Lamprecht

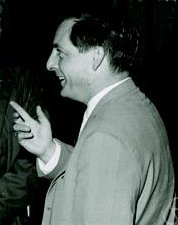
Erich Lamprecht, 1962

Erich Lamprecht (* 14. April 1926 in Mainz; † 26. September 2003 in Saarbrücken) war ein deutscher Mathematiker, der sich insbesondere mit Algebra beschäftigte.
Nach seiner Promotion 1952 an der Humboldt-Universität zum Dr. rer. nat. wechselte er an die Universität Würzburg, wo er sich 1955 habilitierte. Von 1955 bis 1963 war er dort Privatdozent und ab 1961 außerplanmäßiger Professor. 1963 wurde er als ordentlicher Professor für Mathematik an die Universität des Saarlandes in Saarbrücken berufen und dort Direktor des Mathematischen Instituts. Ferner war Erich Lamprecht zunächst Redakteur, seit 1965 dann federführender Herausgeber der Zeitschrift Archiv der Mathematik.

## Schriften
- Allgemeine Theorie der Gaußschen Summen in endlichen kommutativen Ringen. (Promotion). Berlin 1952.
- Einführung in die Algebra. Birkhäuser, Basel 1991, ISBN 3-7643-2580-1.
- Lineare Algebra 1. Birkhäuser, Basel 1980, ISBN 3-7643-1175-4.
- Lineare Algebra 2. Birkhäuser, Basel 1983, ISBN 3-7643-1482-6.